# 田丰 (1887年)
田丰（1887年—1965年），男，安徽涡阳人，中国政治人物，曾任河南省人民政府人民法院院长、河南省人民法院院长，河南省政协副主席。